# ادی نیدژویسکی
 ادی نیدژویسکی  (به انگلیسی: Eddie Niedzwiecki) (زاده ۳ مه ۱۹۵۹ - بانگور) بازیکن فوتبال سابق تیم ملی فوتبال ولز و باشگاه فوتبال چلسی است.نیدژویسکی ۵ فصل در باشگاه چلسی توپ زده‌است.همچنین وی ۲ بازی در کارنامه دارد.